# Cinematografia poloneză

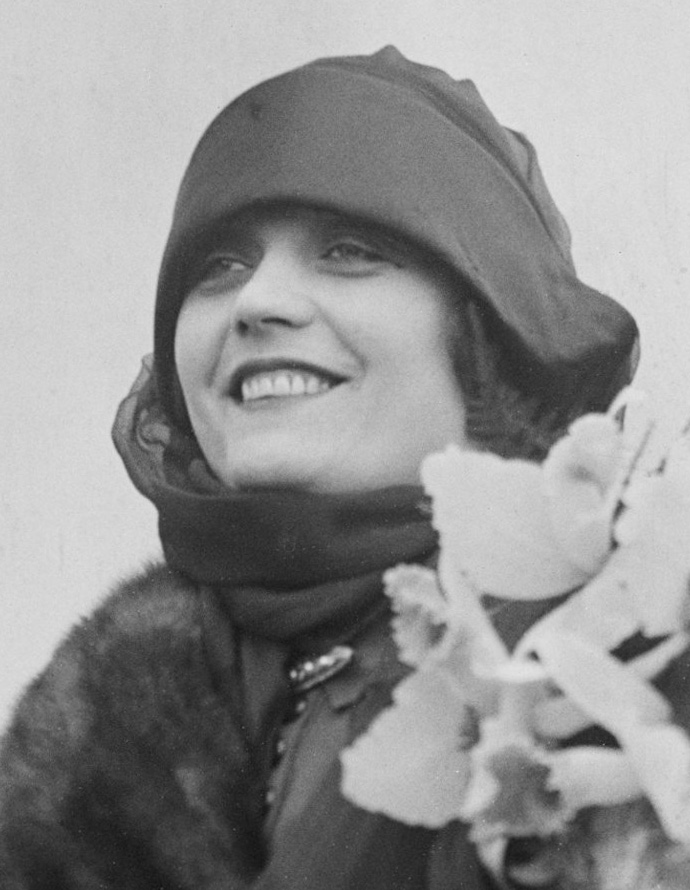
Pola Negri, o vedetă a cinematografului mut

Istoria cinematografiei în Polonia este aproape la fel de lungă ca și istoria cinematografiei în general, având și realizări universale, chiar dacă filmele poloneze tind să fie mai puțin disponibile în comerț decât filmele produse în multe alte țări europene.
Din 1955 încoace, munca de regizorat a așa-zisei Școli Poloneze de Film a avut o mare influență asupra tendințelor contemporane, cum ar fi noul val francez, neorealismul italian sau chiar cinematografia hollywoodiană clasică târzie. După al doilea război mondial, în ciuda cenzurii, realizatori de filme precum Roman Polanski, Krzysztof Kieślowski, Agnieszka Holland, Andrzej Wajda sau Andrzej Zulawski au influențat dezvoltarea cinematografiei. În perioada de după căderea comunismului, când nu a mai existat acea luptă cu cenzura și fiind caracterizată de un număr mare de regizori independenți, producțiile poloneze tind să fie din ce în ce mai mult inspirate de filmul american.

## Istoria timpurie

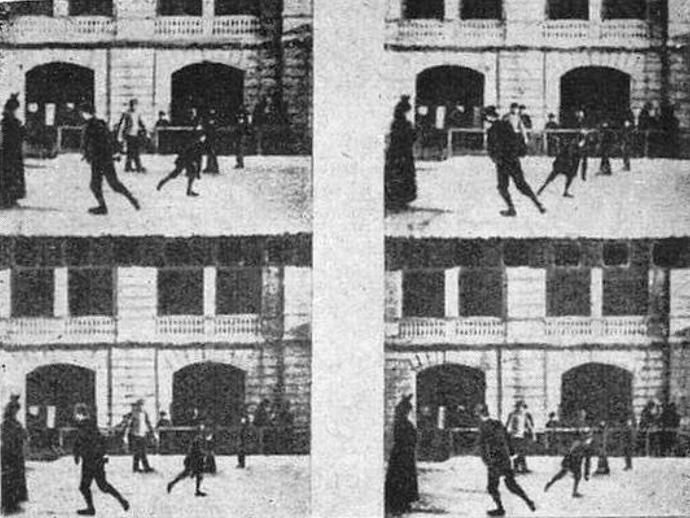
Cele patru cadre care au supraviețuit din Ślizgawka w Łazienkach, aşa cum au fost publicate în presa poloneză.

Primul cinematograf din Polonia (pe atunci ocupată de Imperiul Rus) a fost fondată în Łódź în 1899, la câțiva ani după inventarea cinematografului. Inițial numit Teatru cu Imagini Vii, acesta a câștigat multă popularitate și până la sfârșitul deceniului următor existau cinematografe în aproape fiecare oraș important din Polonia. Se poate argumenta că primul regizorul polonez a fost Kazimierz Prószyński, cel care a filmat diverse documentare scurte în Varșovia. Aparatul său de filmat numit pleograf a fost brevetat înainte de invenția fraților Lumière, iar el este menționat ca fiind autorul celui mai vechi film documentar polonez care a supraviețuit Ślizgawka w Łazienkach (patinoar cu role în parcul Łazienki), precum și al primele filme scurte narative Powrót birbanta și Przygoda dorożkarza, ambele create în 1902. Un alt pionier al cinematografului a fost Bolesław Matuszewski, care a devenit unul dintre primii cineaști care au lucrat pentru compania Lumiere - și "cineastul" oficial  al țarilor ruși în 1897.
Cel mai vechi film care s-a păstrat, Antoś pierwszy raz w Warszawie  (Antos pentru prima dată la Varșovia) a fost făcut în 1908 de Antoni Fertner. Ziua când a avut loc premiera acestui film, 22 octombrie 1908, este considerată ca data înființării industriei poloneze de film. Curând, artiștii polonezi au început să experimenteze alte genuri ale filmului: în 1910 Władysław Starewicz a realizat unul dintre primele filme de desene animate din lume - și primul care a folosit tehnica stop motion, Piękna Lukanida (Frumoasa Lukanida). La începutul primului război mondial cinematografia poloneză era deja în plină dezvoltare, cu numeroase ecranizări ale principalelor opere din literatura poloneză (cele mai notabile fiind Dzieje grzechu, Meir Ezofowicz și Nad Niemnem).
În timpul primului război mondial cinematografului polonez a trecut granițele. Filme realizate la Varșovia sau în Vilnius erau adesea rescrise cu inter-titluri în limba germană și prezentate la Berlin. În acest fel o tânără actriță numită Pola Negri (născută Barbara Apolonia Chałupiec)  a devenit faimoasă în Germania și în cele din urmă a ajuns una dintre cele mai mari vedete europene ale filmului mut.

## După al doilea război mondial
Printre absolvenții de renume mondial ai Școlii de Film de la Łódź se numără reprezentanți de seamă ai cinematografiei mondiale cum ar fi Roman Polanski (Nóz w wodzie (1962), Copilul lui Rosemary (1968), Căutare disperată (1988) și Pianistul (2002)) sau Krzysztof Zanussi (un regizor de frunte al așa-zisei cinematografii de anxietate morală din anii 1970).
Filmele lui Andrzej Wajda oferă analize pătrunzătoare ale elementului universal bazat pe experiența poloneză - lupta de menținere a demnității în cele mai grele circumstanțe. Filmele sale sunt definite de mai multe generații poloneze. În anul 2000, Wajda a fost distins cu un premiu Oscar onorific pentru contribuțiile sale generale în cadrul cinematografiei. 4 dintre filmele sale au fost nominalizate la premiul Oscar pentru cel mai bun film străin, alți 5 regizori polonezi având fiecare câte o astfel de nominalizare: Roman Polański, Jerzy Kawalerowicz, Jerzy Hoffman, Jerzy Antczak și Agnieszka Holland.
De asemenea este important de menționat că în timpul anilor 1980, Republica Populară Polonă a instituit legea marțială pentru a îndepărta și cenzura toate formele de opoziție împotriva regimului comunist, inclusiv în cadrul unor domenii ca radioul sau cinematografia. Un film notabil care a apărut în această perioadă a fost filmul lui Ryszard Bugajski din 1982 numit Interogatoriul (Przesluchanie). Acest film descrie povestea unei femei nefericite, Tonia (interpretată de Krystyna Janda), care este arestată și torturată de poliția secretă pentru a mărturisi o crimă despre care nu știe nimic. Natura evident anticomunistă a filmului a făcut ca acesta să fie interzis timp de peste șapte ani. În 1989, interdicția a fost ridicată după răsturnarea guvernului comunist din Polonia, iar filmul a fost prezentat în cinematografe pentru prima dată la sfârșitul acestui an. Filmul este încă lăudat astăzi pentru curajul cu care prezintă cruzimea regimului stalinist, mulți artiști temându-se de persecuții în acea perioadă.
În anii 1990, Krzysztof Kieślowski a fost apreciat în toată lumea pentru producții ca Decalogul (realizat pentru televiziune), Viața dublă a Veronicăi și trilogia Trei Culori.
Un număr mare de regizori de film polonezi (ca de exemplu Agnieszka Holland și Janusz Kamiński) au lucrat în studiouri americane.
Filme poloneze de animație - cum ar fi cele realizate de Jan Lenica și Zbigniew Rybczyński (Oscar, 1983) - au o tradiție îndelungată și sunt inspirate de artele grafice din Polonia.

## Festivaluri
- Festivalul de Film de la Gdynia
- Premiile Filmului Polonez
- Festivalul de Film Polonez de la Seattle

## Legături externe
- Institutul polonez de film Arhivat în 31 august 2009, la Wayback Machine.
- Bază de date cu filme poloneze
- Bază de date a cinematografiei poloneze Arhivat în 19 mai 2009, la Wayback Machine.
- Scurtă privire asupra cinematografiei poloneze
- Teoria filmului în Polonia înainte de al al doilea război mondial[nefuncțională]
, Marek Haltof, Canadian Slavonic Papers,  martie–iunie 1998.